# Subfusil Vigneron
El Vigneron es un subfusil fabricado en Bélgica durante la década de 1950. Disparaba el cartucho 9 x 19 Parabellum y fue empleado por el Ejército Belga hasta la década de 1990. Es un arma de fuego selectivo para lucha urbana a corta distancia. Es bastante preciso hasta una distancia de 100 m disparando en modo semiautomático. Para combate a corta distancia, se recomiendan ráfagas cortas de dos o tres disparos.

## Historia

### Preproducción
Después de la Segunda Guerra Mundial, el Ejército belga estaba equipado con una mezcla de subfusiles británicos y estadounidenses. El Ejército deseaba reemplazarlos con un modelo moderno y, de ser posible, de origen belga, llevando a cabo pruebas con varios prototipos:
- el Imperia, un Sten mejorado;
- el RAN, un modelo de la "Repousmetal S.A.";
- varios prototipos de la Fabrique Nationale de Herstal; y
- el Vigneron M1

### M1
El Vigneron M1 fue diseñado por un Coronel en retiro del Ejército belga, Georges Vigneron, siendo oficialmente adoptado por el Ejército belga en 1953. Esta fecha debe ser confirmada, ya que un ejemplar sobreviviente con el número de serie 002212 tiene estampada la fecha ABL 1952, indicando que estaba en servicio con el Ejército belga un año antes de esta fecha.[cita requerida]
Los primeros lotes del Vigneron fueron fabricados en Herstal por la Societe Anonyme Precision Liegeoise. Algunas piezas fueron fabricadas en Lieja bajo subcontrato por el Arsenal Estatal de Rocourt, que eventualmente empezó a fabricar subfusiles completos. Otros subfusiles Vigneron fueron fabricados por la compañía Ateliers de Fabrications Electriques et Metalliques (AFEM) en Bruselas. Una historia sin confirmar relata que el acrónimo CMH estampado en el pistolete significa Compagnie de Manufacture Herstal, que fue la compañía que supuestamente fabricó la mitad inferior de plástico del cajón de mecanismos.
El primer modelo del Vigneron fue fabricado hasta alcanzar el número de serie 21300 en 1954. Esta fecha necesita ser confirmada, ya que se conocen ejemplares sobrevivientes del M2 con números de serie que indicarían que para 1953 se habían fabricado al menos 90.530 subfusiles Vigneron M2.

### M2
El Vigneron M2 fue una mejora en muchos aspectos, entrando en producción hacia 1953 (un Vigneron M2 tiene estampado el número de serie 086916 y está fechado en 1953):
- al punto de mira se le instaló una cubierta protectora
- usaba un alza con muesca en lugar de una dióptrica
- se reforzó el resorte de cierre de la cubierta guardapolvo

## Diseño e influencia
El Vigneron es un sencillo subfusil accionado por retroceso y fue fabricado con chapa de acero estampada y un armazón de plástico con pistolete. Dispara el cartucho estándar 9 x 19 OTAN desde un cargador de 32 cartuchos en doble hilera. La doctrina militar recomienda llenar el cargador con 28 cartuchos para evitar fallos. Se utiliza una herramienta en forma de caja para ayudar con el llenado del cargador.
El arma fue diseñada con un cañón de 305 mm de longitud, que tenía un compensador y aletas de enfriamiento. Los casquillos vacíos son eyectados por la portilla de eyección situada en el lado derecho del cajón de mecanismos, que tiene una cubierta guardapolvo con bisagra. Esta cubierta se abre automáticamente al amartillar el arma. Si el arma tiene que permanecer amartillada en ambientes polvorientos, la cubierta puede cerrarse manualmente después de amartillarla para evitar el ingreso de polvo y suciedad, abriéndose automáticamente cuando se dispara.
La manija del cerrojo está en el lado izquierdo del cajón de mecanismos y no es reciprocante. Una cubierta plana evita el ingreso de polvo y suciedad cuando la manija va hacia adelante.
La culata plegable está hecha a partir de una pesada varilla de acero, que se desliza a lo largo del cajón de mecanismos; uno de sus extremos está ranurado para ponerle estopa y el otro está roscado para atornillarle un cepillo de limpieza.
El alza es fija y está ajustada para un alcance de 50 m. El Vigneron M2 tiene un alza sencilla con muesca y una cubierta que protege el punto de mira.
El pistolete contiene un seguro de empuñadura que debe ser presionado antes de amartillar o disparar el arma.
Su selector de disparo tiene tres posiciones: seguro, modo semiautomático y modo automático. Cuando el subfusil está en modo automático, todavía es posible disparar una sola bala con una adecuada presión del gatillo.
Es evidente la influencia de algunos populares subfusiles de la Segunda Guerra Mundial. El compensador del cañón y sus aletas de enfriamiento son una reminiscencia del Thompson, la culata de alambre de acero se parece a la del M3 Grease Gun, el diseño del cerrojo es casi idéntico al del Sten y el cargado es casi el mismo que utiliza el MP40; pero al contrario de la creencia popular, cada tipo de cargador solamente encajará en el arma para el cual fue diseñado (el cargador del Vigneron es demasiado ancho para encajar en el brocal del MP40, mientras que el cargador del MP40 es demasiado delgado para encajar en el brocal del Vigneron).[cita requerida]

## Usuarios
- Argelia[1]
- Bélgica[1]
- Burundi[1]
- Luxemburgo[2]
- Portugal: fueron designados como Pistola Metralhadora m/961.[1]
- República Democrática del Congo[3][4]
  -  Estado de Katanga[5]
- Ruanda[1]

### Entidades no estatales
- IRA[4][1]